# Ausztrál kuvikfecske
Az ausztrál kuvikfecske (Aegotheles cristatus) a madarak osztályának kuvikfecskealakúak (Aegotheliformes) rendjébe és a kuvikfecskefélék (Aegothelidae) családjába tartozó faj.

## Előfordulása
Ausztrália, Tasmania és Új-Guinea szigetének déli részének erdeiben található meg.

## Megjelenése
|  |

Tollazata szürke, a hasa meg fehér. A sivatagi egyedek tollazata világosabb, mint az erdei egyedeknél. Testtömege 2.5 kg, és testhossza 30 cm.

## Életmódja
Az ausztrál kuvikfecske éjjeli madár, a nappalt faodvakban tölti. Táplálékát különféle repülő rovarok adják, melyeket a levegőben kap el.

## Természetvédelmi állapota
Az ausztrál kontinens leggyakoribb éjjeli madara. A betelepített fajok nem fenyegetik létét.